# 科留基夫卡区
科留基夫卡區（烏克蘭語：Корюківський район），是烏克蘭北部切尔尼戈夫州的一個區，行政中心設於科留基夫卡，人口数量为88,329人（2021年估计）。

## 历史
2020年7月18日作为乌克兰行政区划改革的一部分，切尔尼戈夫州的区份数量减至5个，科留基夫卡区的面积显著增加。改革前科留基夫卡区的面积为1,424平方公里，2020年人口数量为25,422人。

## 行政区划
科留基夫卡区下分为5个市镇。